# اور مومنت

اور مومنت (به انگلیسی: Our Moment) عطری برای زنان ساخته شده توسط گروه بریتانیایی-ایرلندی وان دایرکشن است. در ۶ ژوئن ۲۰۱۳ در لندن رونمایی شد. این عطر بهترین عطر کریسمس ۲۰۱۳ است.

## جوایز
این عطر برنده بهترین عطر زنانه از جوایز پور بیوتی شده‌است.
| سال  | مراسم           | جایزه            | نتیجه |
| ---- | --------------- | ---------------- | ----- |
| ۲۰۱۳ | جوایز پور بیوتی | بهترین عطر زنانه | برنده |